# Tepe Sofalin
Tepe Sofalin (también Tappeh Sofalin y Tape Sofalin) es un antiguo yacimiento arqueológico del Oriente Próximo situado en la llanura de Teherán, al sur de los montes Elburz, en la meseta norte-central de Irán, a unos 10 kilómetros al este de la actual ciudad de Varamin y a 35 kilómetros al sureste de la actual ciudad de Teherán. Se encuentra en la provincia de Teherán de Irán. Sofalin significa fragmentos de cerámica en idioma persa. Estuvo ocupada desde la Edad del Cobre Final hasta la Edad del Bronce Antiguo durante el período proto-elamita (también denominado Susa III), y de nuevo en la Edad del Hierro III. El yacimiento de Tape Shoghali es adyacente y el de Tepe Hissar está a sólo unos kilómetros.

## Arqueología

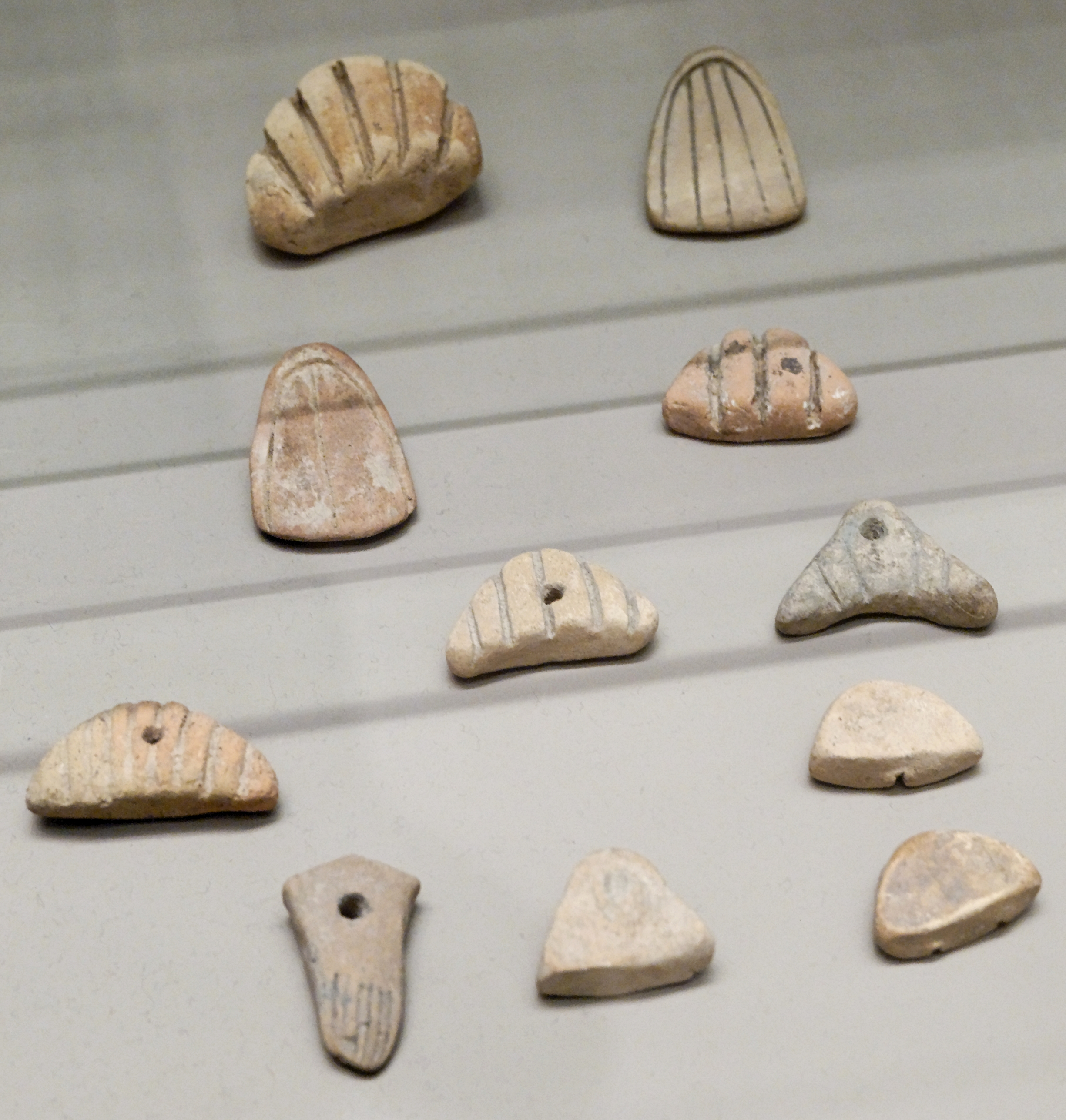
Fichas de contabilidad de arcilla de Susa.

El yacimiento ocupa una superficie de 500 metros de largo y 400 metros de ancho con una altura de 10 metros sobre la llanura, establecida sobre una colina natural. En la superficie hay algunos agujeros de saqueo. Tepe Sofalin fue examinado durante el estudio de la llanura de Teherán en 2004. Fue excavado en dos temporadas, de 2006 a 2007, por un equipo dirigido por Morteza Hessari del Servicio Arqueológico de la Universidad Islámica Azad de Varamin-Pishva. Entre los hallazgos había fichas de arcilla con inscripciones, doce tablillas en protoelamita, en su mayoría fragmentarias (una de ellas demasiado mal conservada para leerla), amuletos de arcilla, sellos de arcilla y tablillas en blanco. De las 11 tablillas legibles, una se encontró en la zanja 2 y el resto en la zanja 3. También se encontraron numerosas fichas de arcilla protoalfabéticas (esféricas, cónicas, rectangulares, triangulares, biconvexas, jarras y animorfas). Los trabajos de excavación continuaron hasta 2011, aunque apenas se han publicado.

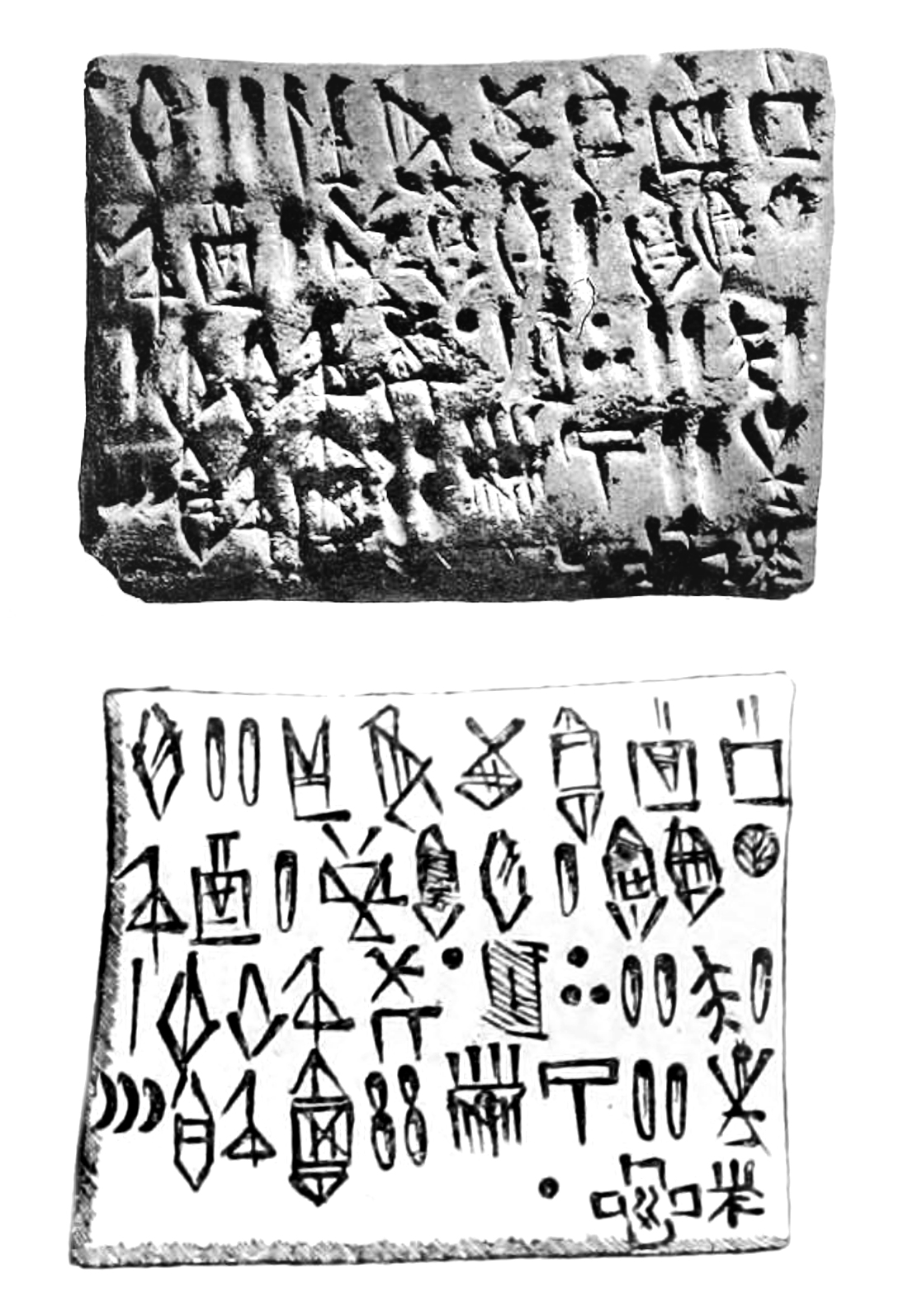
Tablilla protoelamita con transcripción.

En 2017, el Centro Iraní de Investigación Arqueológica y la Universidad Libre de Berlín llevaron a cabo otra temporada de excavaciones. Se abrieron cinco zanjas y se amplió una zanja anterior. Se encontraron sellos de arcilla y fichas. Se sometieron cinco muestras a datación por radiocarbono (OxCal 4.3, IntCal 13). Las fechas de radiocarbono oscilaron entre 3500 y 2900 a. C. (Uruk Final  a proto-elamita). Recientemente se ha recuperado una decimotercera tablilla protoelamita, en su mayor parte completa. Se ha sugerido que utiliza un sistema numérico no visto anteriormente en la escritura protoelamita. Se utilizó Cromatografía de gases-espectrometría de masas para el residuo de un cuenco de borde biselado en el que se encontró cera de abejas. También se han excavado varios enterramientos en tinajas (de niños) y fosas del período protoelamita y se han descubierto hornos para el tratamiento de la plata.

## Historia

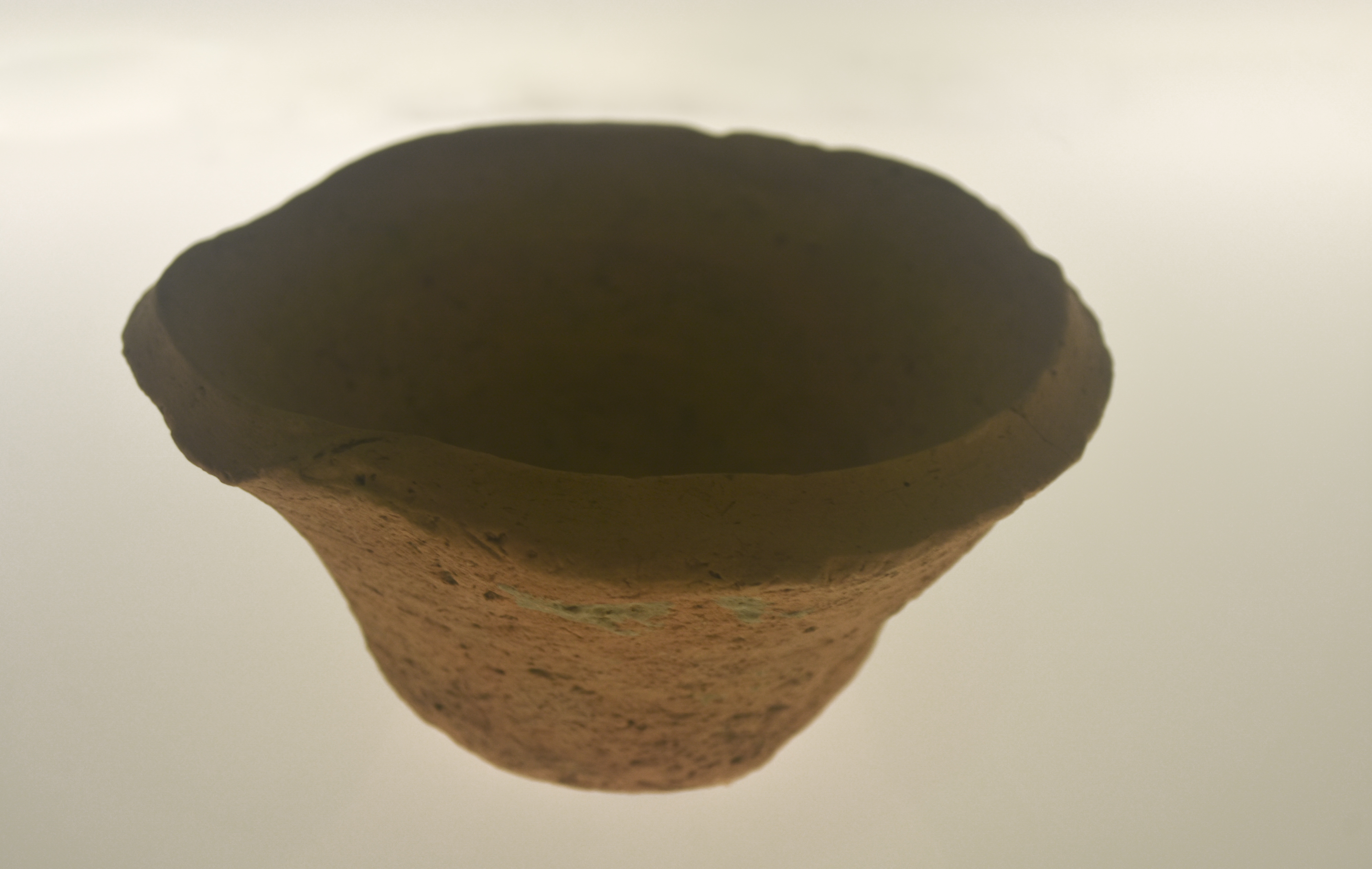

La ocupación comenzó a finales del IV milenio a. C. (Edad del Cobre Final) hasta principios del III milenio a .C. (Primera Edad del Bronce) y, tras un periodo de abandono, se reanudó hasta la III Edad del Hierro. En la ocupación antigua se encontraron cerámicas y restos epigráficos del período protoelamita (equivalente a Susa III), así como Beveled Rimmed Bowls del tipo del periodo Uruk (equivalente a Susa II).